# Nuurtherium baruunensis
Nuurtherium baruunensis — вид терапсид родини тритилодонтид (Tritylodontidae), що існував у пізній юрі на території сучасної Східної Азії. Викопні рештки тварини знайдені на південному заході Монголії. Описаний по черепу та елементах посткраніального скелета. Разом з Nuurtherium виявлені рештки терапсиди, які віднесли до нового роду Shartegodon.